# 34254 Mihirpatel
34254 Mihirpatel è un asteroide della fascia principale. Scoperto nel 2000, presenta un'orbita caratterizzata da un semiasse maggiore pari a 3,1779710 au e da un'eccentricità di 0,1315554, inclinata di 4,24569° rispetto all'eclittica.